# Boris Aleksandrovich Aleksandrov
Boris Aleksandrovich Aleksandrov (tiếng Nga: Борис Александрович Александров; 4 tháng 8 năm 1905 tại Bologoye – 17 tháng 6 năm 1994 tại Moskva) là một nhà soạn nhạc người Nga Xô viết. Từ năm 1946 đến năm 1986, ông là giám đốc thứ hai của Dàn hợp xướng Hồng Quân do chính cha ông là Alexander Vasilyevich Alexandrov thành lập. Trong binh nghiệp, Aleksandrov mang quân hàm Thiếu tướng và được trao tặng nhiều danh hiệu như Anh hùng Lao động Xã hội chủ nghĩa, Giải thưởng Lenin, Giải thưởng Nhà nước Liên Xô, và được phong là Nghệ sĩ nhân dân Liên Xô. Ngoài ra, phần nhạc bài "Muôn năm Tổ quốc chúng ta" do ông sáng tác cũng được sử dụng làm Quốc ca Transnistria.

## Cuộc đời

### Thời niên thiếu

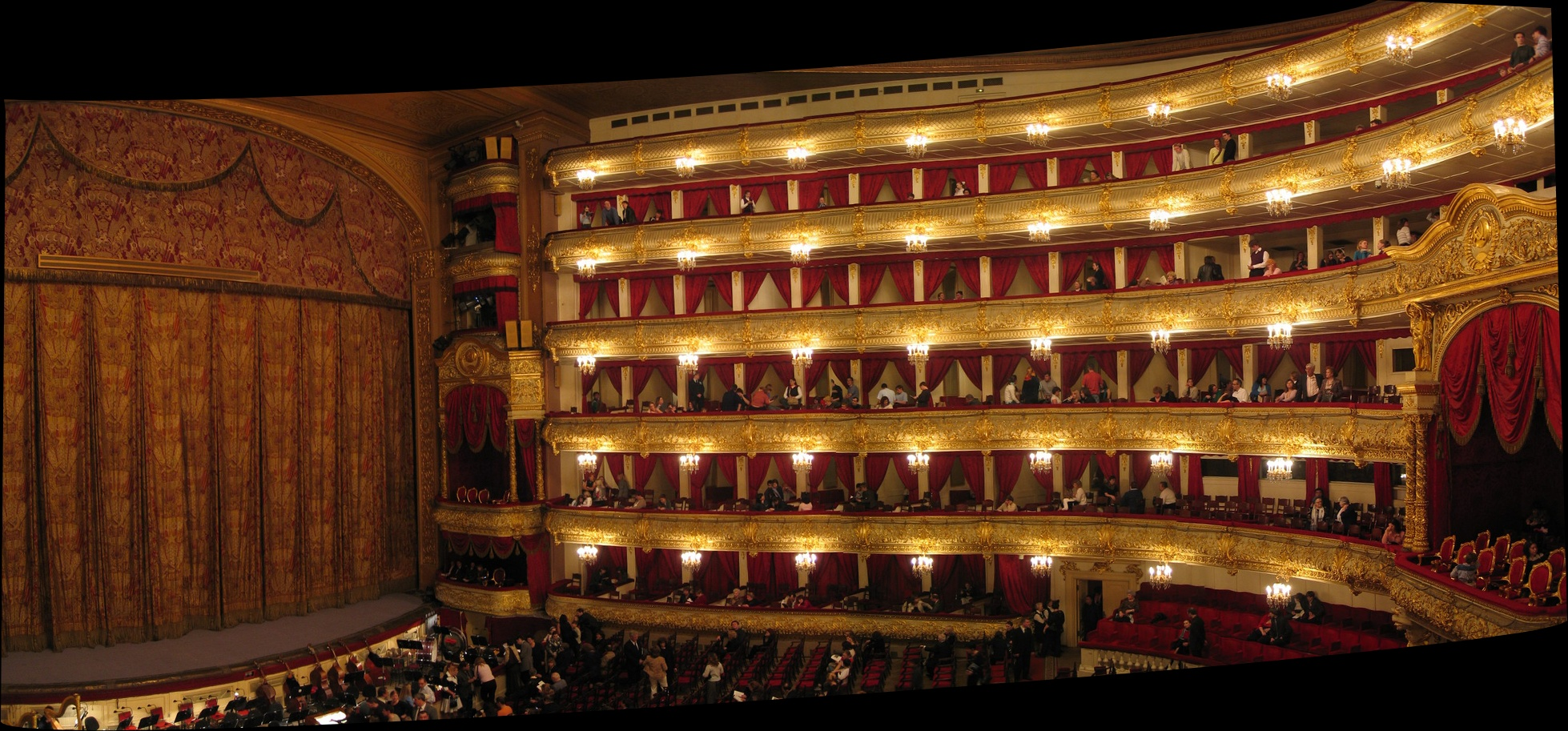
Nhà hát Bolshoi ở Moskva, nơi Boris Alexandrov từng theo học.

Boris Aleksandrov bắt đầu sự nghiệp âm nhạc ở tuổi 13, với vai trò là một tay chơi viola trong dàn hợp xướng thiếu nhi tại Nhà hát Bolshoi ở Moskva. Tại đây, ông thường xuyên biểu diễn cùng với các ca sĩ opera như Fyodor Ivanovich Shalyapin. Từ năm 1923 đến năm 1929, Aleksandrov theo học tại Nhạc viện Moskva, do Reinhold Glière giảng dạy. Từ năm 1929 đến năm 1937, ông điều hành bộ phận âm nhạc của Nhà hát Trung ương mới thành lập của Hồng quân. Từ năm 1933 đến năm 1941, ông là phó giáo sư của Học viện Âm nhạc Moskva. Năm 1937, ông trở thành phó giám đốc nghệ thuật của Đoàn văn nghệ Alexandrov. Ngoài ra, ông cũng là một nhà soạn nhạc chuyên viết về thể loại nhạc giao hưởng và thính phòng.

### Thế chiến II
Trong Chiến tranh thế giới thứ hai, Boris Aleksandrov cùng với cha, đã dàn dựng các buổi biểu diễn trên Đài phát thanh Toàn Liên bang (tiếng Nga: Всесоюзного радио) và hơn 1500 buổi phục vụ các đơn vị lên đường ra mặt trận. Cũng tại đây, ông đã tích cực biểu diễn các bài dân ca Nga và các ca khúc Liên Xô, nhờ đó thúc đẩy lòng yêu nước và nhuệ khí của các chiến sĩ. Thời gian này, Boris phải gánh vác trọng trách do tình trạng bệnh của cha mình. Alexander Alexandrov qua đời vào năm 1946. Từ đó, Boris Aleksandrov lên làm chỉ huy âm nhạc của Đoàn hát múa, tiếp tục nối nghiệp cha.

### Lãnh đạo Đoàn văn nghệ
Boris Aleksandrov là một nhà soạn nhạc, người dàn dựng, nhạc trưởng, nhà phê bình âm nhạc, nghệ sĩ và giáo viên. Đây đồng thời là một nhân vật quan trọng của thế kỷ 20 trong nền âm nhạc quân đội Nga. Ngoài ra, thời kỳ này cũng chứng kiến việc ông đào tạo ra được nhiều nghệ sĩ diễn đơn giỏi. Sau Thế chiến II, đoàn văn nghệ do Boris Alexandrov chỉ huy đã lưu diễn ở ngoại quốc sáu mươi tám lần và được đón nhận nồng nhiệt ở nhiều nước trên khắp châu Âu. Ông tiếp tục thực hiện ý tưởng được nuôi dưỡng của cha mình: "dàn hợp xướng chính là điểm nhấn của đoàn văn nghệ, nếu không có dàn hợp xướng thì sẽ không có đoàn văn nghệ".

### Kết thúc sự nghiệp

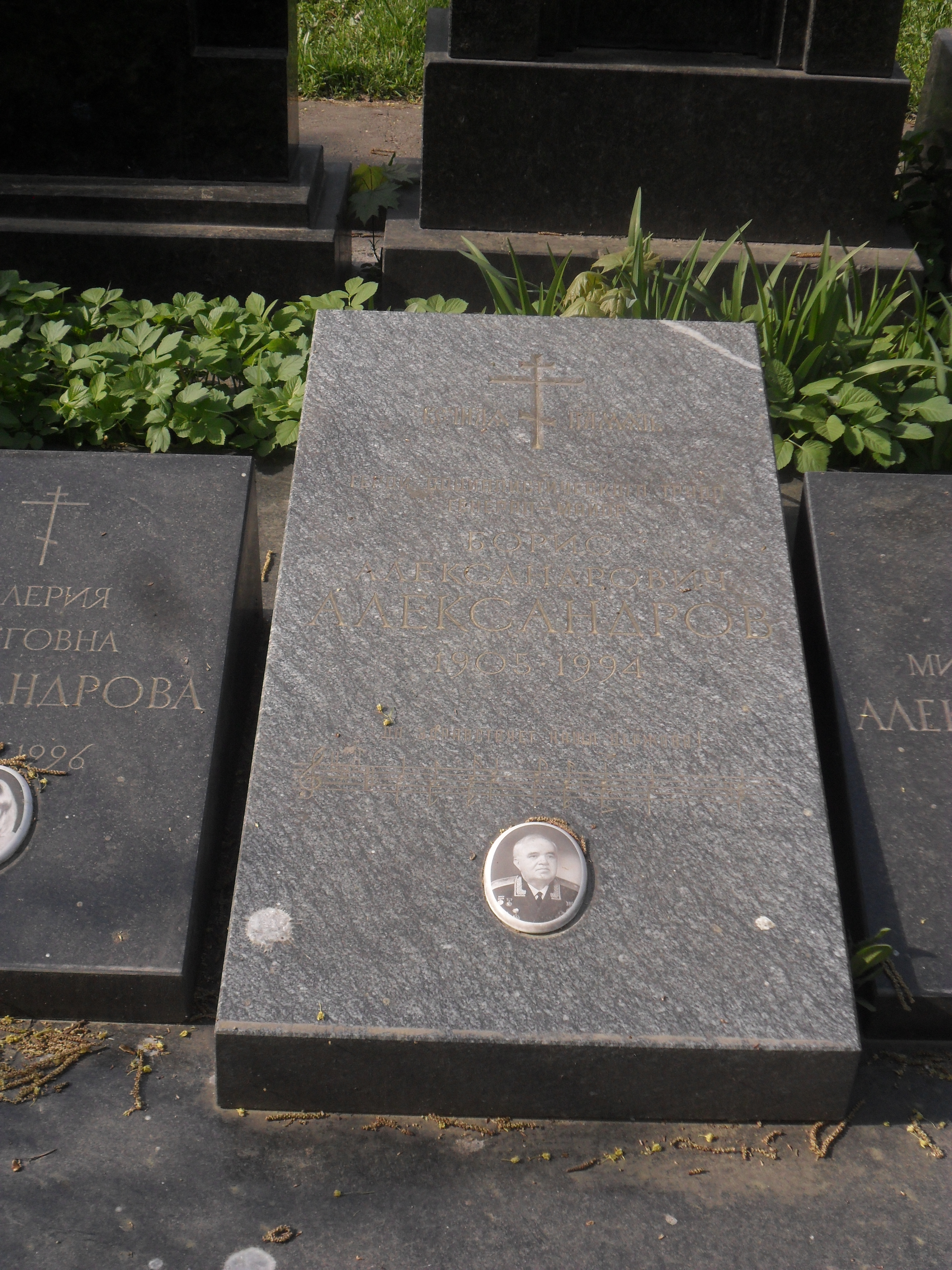
Phần mộ Boris Aleksandrovich Aleksandrov tại nghĩa trang Novodevichy

Vào năm 1985, sinh nhật thứ 80 của ông được tổ chức công khai. Aleksandrov cuối cùng về hưu năm 1987. Chức vụ thì được Igor Agafonnikov đảm nhiệm cùng năm, với Anatoly Maltsev là trưởng ban hòa tấu. Ông nghỉ hưu với tư cách là nhạc trưởng chính vào năm 1994. Cùng năm, ông qua đời và được chôn cất tại nghĩa trang Novodevichy ở thủ đô Moskva. Vị trí nhạc trưởng chính được kế tục bởi Victor Fedorov, người thầy của hợp xướng từ năm 1986.

## Sáng tác
Aleksandrov từng sáng tác bài ái quốc ca "Muôn năm Tổ quốc chúng ta" (Да здравствует наша держава) (sau được phổ lời), nhờ những ấn tượng về chiến thắng của quân đội Xô viết trước cửa ngõ Moskva năm 1941, để tham dự cuộc thi sáng tác Quốc ca Liên Xô. Tuy nhiên, nó đã bị từ chối. Mặc dù vậy, bài hát (được thay đổi lời) đã trở thành quốc ca Cộng hòa Moldova Transnistria vào thập niên 1990. Nó thường được sử dụng trong các cuộc duyệt binh tại Liên Xô và ngày nay là Nga. Ngoài ra, bài hát còn được chuyển thể như một hành khúc quân đội.

## Giải thưởng

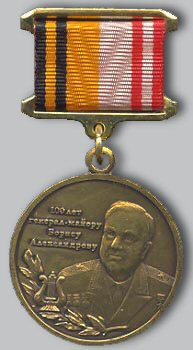
Tấm huy chương kỉ niệm "100 năm Thiếu tướng Boris Aleksandrov"

Các bức chụp và phim của Aleksandrov đã cho thấy ông đeo trên mình một số lượng lớn các huy chương. Ngoài những thứ đã đề cập ở bên trên, ông còn vinh dự nhận Huân chương Lao động (1939) vì đã có công trong việc thành lập Dàn hợp xướng Hồng Quân; Nghệ sĩ danh dự Nga (1944); quân hàm Trung tá (1946); Nghệ sĩ nhân dân Nga (1948); quân hàm Đại tá (1948); Huân chương Lenin (1949); Giải thưởng Stalin hạng Nhất (1950) vì các buổi trình diễn hòa nhạc; Nghệ sĩ nhân dân Liên Xô (1958); quân hàm Thiếu tướng (1972); Anh hùng Lao động xã hội chủ nghĩa (1972) vì những đóng góp xuất sắc cho sự nghiệp phát triển nền văn hóa, nghệ thuật; Giải thưởng Lenin (1978); Huân chương Cách mạng Tháng Mười (1985). Tổng cộng, ông ba lần được trao tặng Huân chương Lenin cũng như Huân chương Cờ Đỏ Lao động Đỏ, Huân chương Chiến tranh Vệ quốc hạng Nhất và một Giải thưởng Stalin.
Nhờ vở thanh xướng kịch Người lính tháng Mười Bảo vệ Thế giới (Солдат Октября защищает мир) và bài thơ Lenin bất tử, ông được Bộ Văn hóa Liên Xô và các cơ quan khác trao tặng Huy chương vàng Alexander Vasilyevich Alexandrov. Nó là giải thưởng thường niên được trao cho các nhà soạn nhạc người Xô viết vì những sáng tác nhạc quân đội và ái quốc ca. Nhân dịp kỷ niệm một trăm năm ngày sinh Aleksandrov vào năm 2005, tấm huy chương (cùng một huy chương kỷ niệm đặc biệt mới được bổ sung) trở thành giải thưởng dân sự cũng như quân sự của Bộ Quốc phòng Nga. Ngày nay, những người có đóng góp cho sự phát triển của nền âm nhạc quân đội Nga đều có thể được trao tặng giải thưởng này.
- Ba Huân chương Lenin (1949, 1967, 1975)
- Huân chương Cách mạng Tháng Mười (1985)
- Huân chương Cờ Đỏ Lao động (1964)
- Huân chương Chiến tranh Vệ quốc hạng 1 (1985)
- Huân chương Chiến công
- Huân chương "Vì Lao động xuất sắc" (1939)
- Huy chương vàng Alexandrov (1971)
- Anh hùng Lao động Xã hội chủ nghĩa (1972)
- Nghệ sĩ nhân dân Liên Xô (1958)
- Giải thưởng Stalin (1950)
- Giải thưởng Lenin (1978)
- Giải thưởng Nhà nước Glinka của CHXHCN Xô viết Liên bang Nga (1985)